# Aguiar de Sousa
Aguiar de Sousa is een plaats (freguesia) in de Portugese gemeente Paredes en telt 1600 inwoners (2001).